# ラバー・ダック

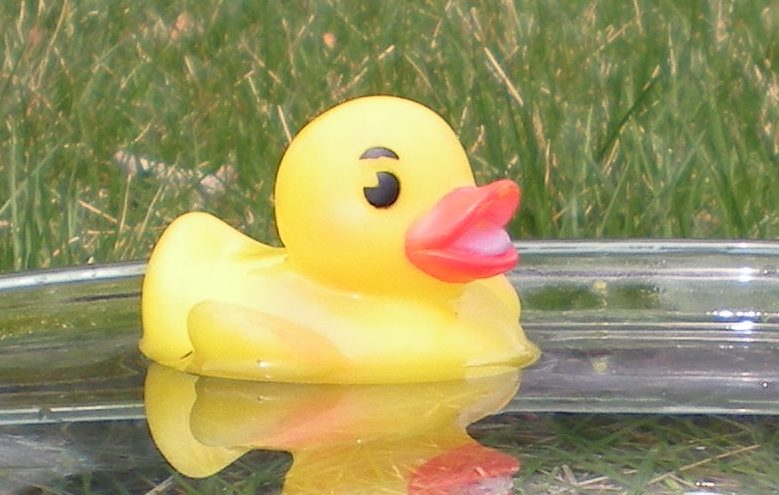
ラバー・ダック

ラバー・ダック（英語: rubber duck）またはゴム鴨はアヒルの形をした玩具で、素材はゴムまたはポリ塩化ビニル（PVC） などである。中空になっており風呂に浮かべて遊ぶことが出来るものが多い。

## 歴史
ラバー・ダックの歴史は、19世紀後半のゴム製造の開始に関連する。最初期のラバー・ダックは、硬質のゴムで作られた。
ジム・ヘンソンは1970年にラバー・ダックを大衆化した。『セサミストリート』の人気キャラクター、アーニーの愛玩具が「ラバー・ダッキー」(Rubber Duckie)という設定で、同名の「ラバー・ダッキー」という歌を歌った。この歌は1970年に作られ（当時の声優はジム・ヘンソン）、同年9月にBillboard Hot 100の16位にランクインした。1995年には同番組でリトル・リチャードがカバーした。
一般によく知られている黄色いラバー・ダックの他に、様々な種類のラバー・ダックが作られた。各種の職業・政治家・著名人を模したキャラクターものや、暗がりで輝いたり、色を変えたり、内部のLED照明で光るものや、「泳ぐ」ことができるゼンマイ仕掛けのラバー・ダックも存在する。2001年に英国のタブロイド新聞『ザ・サン』は、エリザベス2世女王が彼女の浴室で、冠をかぶったラバー・ダックを持っていたと報じた。これは彼女の浴室の壁を塗り直していた業者によって発見された 。この報道により、イギリス国内でのラバー・ダックの売上高は、短期間に80 %増加した。
日本では日本テレビ系列局で放送されていた情報番組「WIN」（1996年4月5日〜1997年9月26日）に、「WINちゃん」というラバー・ダックのマスコット・キャラクター・リポーターが出演していた。口癖は「なんですと!!」であった。
少数の熱心な人がラバー・ダックを収集している。2007年の『ギネスブック』によって、1,439種の異なるラバー・ダックを収集したシャーロット・リーが世界記録保持者として認定された。

## 大航海

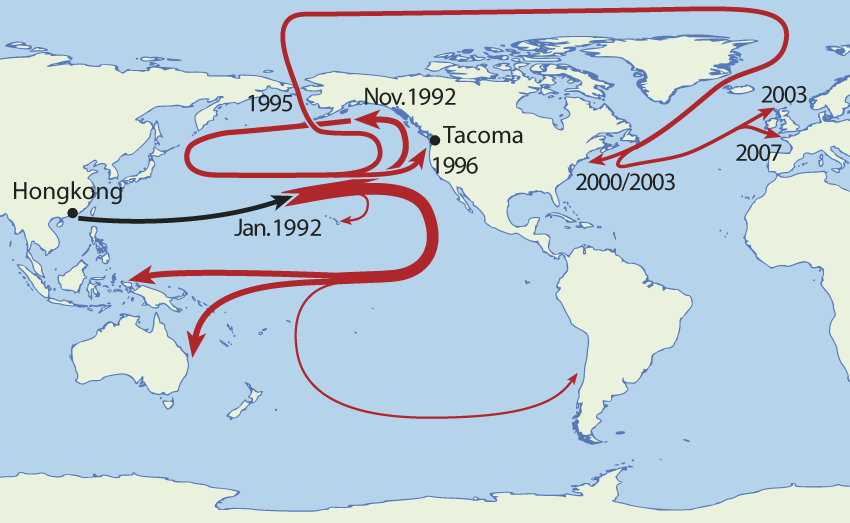
北太平洋で遭難したラバー・ダックの旅

1992年1月29日、香港からタコマに向かう途中のコンテナ船が悪天候に巻き込まれ、中国製の約30,000個のラバー・ダックなどを積んだ海上コンテナが太平洋上に落下した。破損したコンテナ外へ漂流し始めたラバー・ダック達はそのまま潮流に乗って南下、3分の2がインドネシアやオーストラリア、さらに南米沿岸に漂着したが、残りの3分の1が南米から北米の大陸沿いに太平洋を北上。1年後にはアラスカに到達していることが確認され、さらに西へと進んだものが3年後には日本に漂着して太平洋をほぼ一周するに至った。そのうちの一部はベーリング海峡を抜けて北極海に入り、その氷に閉じ込められたまま移動したと見られ、8年後の2000年に大西洋域に達したラバー・ダック達が氷から離れて漂流を再開、2003年には北米大陸の北大西洋域で確認されるようになった。2007年、英タイムズ紙がこれを伝え、ラバー・ダックはイギリス・アイルランド沿岸に向かっていると報じた。
この大航海は海流学者、気象学者の注目を集め、世界の潮流の動きやそれが気象に及ぼす影響の研究に大いなる貢献をすると期待されている。海を漂流したラバー・ダック達は現在では日焼け（紫外線）と海水（塩素）により白く退色しているものの、コレクターの間では高価で取引され、また米国の調査会社によって海岸で拾った場合の報奨金も出されている。